# Flint, Michigan
Flint, Michigan là một thành phố thủ phủ quận Genesee trong tiểu bang Michigan, Hoa Kỳ. Thành phố có tổng diện tích km², trong đó diện tích đất là km². Theo điều tra dân số Hoa Kỳ năm 2010, thành phố có dân số 102.434 người, làm cho Flint thành phố lớn thứ bảy ở Michigan.
Flint nằm dọc theo sông Flint, 66 dặm (106 km) phía tây bắc của Detroit. Cục Điều tra Dân số Hoa Kỳ báo cáo dân số năm 2010 được đặt tại 102.434, làm cho Flint thành phố lớn thứ bảy ở Michigan. Vùng đô thị Flint bao gồm toàn bộ quận Genesee và vùng đô thị lớn thứ tư ở Michigan với dân số 425.790 người trong năm 2010.
Flint biết đến nhiều nhất là nơi khai sinh của General Motors (GM), và Flint Sit-Down Strike (biểu tình ngôi Flint) 1936-1937 đóng một vai trò quan trọng trong sự hình thành của các Công nhân Ôtô Mỹ thống nhất. Nó đã đạt được sự chú ý của quốc gia một lần nữa khi một người dân Flint là Michael Moore tạo ra năm 1989 bộ phim tài liệu Roger & Me. Bộ phim đề với các tác động của việc đóng cửa một số nhà máy sản xuất Flint của GM vào cuối những năm 1980 đã có trên khu dân cư Flint. Thành phố cũng đã đề cập, và đặc trưng ở độ dài khác nhau, trong các tài liệu sau này của Moore.
Flint cũng đến trụ sở của công dân nước Cộng hoà Bancorp.
Flint điều lệ thị trấn tiếp giáp với thành phố về phía tây, nhưng chính trị độc lập.
Sân bay quốc tế Bishop cũng là một phần của thành phố, mặc dù nó được bao quanh bởi thị trấn Flint.